# 黒沢村 (茨城県)
黒沢村（くろさわむら）は茨城県久慈郡にかつて存在した村である。

## 地理
- 現在の大子町の北部に位置する。
- 村の中央には八溝川が流れている。
- 八溝山地に位置し、村域のほとんどは山がちな地形になっている。
- 村の北部には八溝山がある。八溝山は栃木県・福島県との県境に位置する。
- 村は西部を栃木県・北部を福島県との県境に接している。

## 歴史

### 村域の変遷
- 1889年（明治22年）4月1日 - 町村制施行により、町付村・上野宮村・上郷村・中郷村・北吉沢村が合併し久慈郡黒沢村が発足。
- 1955年（昭和30年）3月31日 - 黒沢村は大子町・依上村・袋田村・宮川村・佐原村・生瀬村・上小川村と下小川村の一部（西金・盛金の一部）とともに合併し大子町が発足。黒沢村は消滅。

変遷表
| 1868年 以前 | 1868年 以前 | 明治22年 4月1日 | 昭和30年 3月31日 | 現在   |
| ----------- | ----------- | --------------- | ---------------- | ------ |
|             | 町付村      | 黒沢村          | 大子町           | 大子町 |
|             | 上野宮村    | 黒沢村          | 大子町           | 大子町 |
|             | 上郷村      | 黒沢村          | 大子町           | 大子町 |
|             | 中郷村      | 黒沢村          | 大子町           | 大子町 |
|             | 北吉沢村    | 黒沢村          | 大子町           | 大子町 |

## 大字
- 町付（まちつき）
- 上野宮（かみのみや）
- 上郷（かみごう）
- 中郷（なかごう）
- 北吉沢（きたよしざわ）

## 人口・世帯

### 人口
総数 [単位： 人]
| 1891年（明治24年） | 2,618 |
| 1914年（大正 3年） | 3,820 |
| 1920年（大正 9年） | 4,172 |
| 1935年（昭和10年） | 4,697 |
| 1950年（昭和25年） | 5,598 |

### 世帯
総数 [単位： 世帯]
| 1920年（大正 9年） | 858 |
| 1935年（昭和10年） | 880 |
| 1950年（昭和25年） | 998 |